# ネーサン・ローソン
ネーサン・ローソン（Nathan Lawson、1999年1月23日 - ）は、オーストラリアのラグビー選手。

## プロフィール
- オーストラリア・シドニー出身[1]。
- ポジションはウィング(WTB)、フルバック(FB)。
- 身長 188cm、体重 94kg

## 略歴
2019年、サザンディストリクツRCに加入。
2021年、東京五輪の7人制オーストラリア代表に選ばれた。
2024年、パリ五輪の7人制オーストラリア代表に選ばれた。